# 올드빅스버그브리지

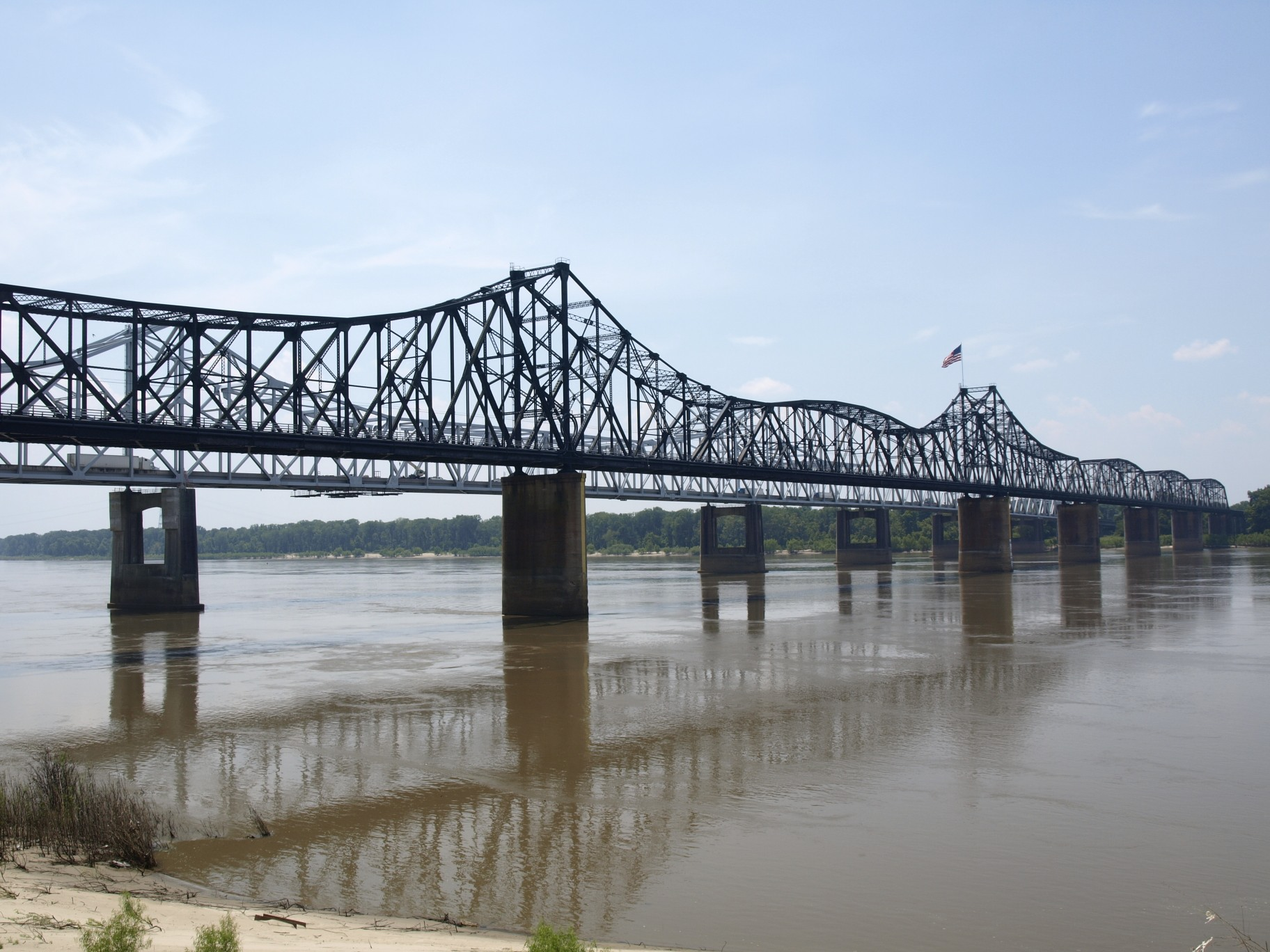

올드빅스버그브리지(Old Vicksburg Bridge) 또는 미시시피리버브리지(Mississippi River Bridge)는 미시시피강을 가로지르는 하나의 철로가 있는 다리이다. 루이지애나주 델타와 미시시피주 빅스버그를 연결한다.
총 길이는 2,605미터이며 1930년 5월 1일 오픈하였다. 1989년 미국 국립사적지에 등재되었다.
1928년부터 1930년 사이 빅스버그브리지앤드터미널(Vicksburg Bridge & Terminal Co.)에 의해 건설되었으며 3개의 트러스 스팬과 3개의 파커트러스 스팬으로 구성되었다.